# Dżuba (rzeka)
Dżuba (som. Webi Jubba, arab. Wadi Dżubba) – rzeka o długości 1659 km w południowej Somalii. 

## Bieg rzeki
Powierzchnia dorzecza wynosi powierzchnia dorzecza 196 000 km². Jej źródła znajdują się na granicy z Etiopią, na Wyżynie Somalijskiej, gdzie powstaje z połączenia rzek Genalie Doria i Dawa, a następnie uchodzi w pobliżu miasta Kismaju do Oceandu Indyjskiego. 
W porze deszczowej końcowy odcinek rzeki wykorzystywany jest przez żeglugę. Poprzez możliwość nawadniania okolicznych pól dorzecze rzeki jest głównym regionem rolniczym Somalii.